# Podocarpus purdieanus
Podocarpus purdieanus — вид хвойних рослин родини подокарпових.

## Поширення, екологія
Країни поширення: Ямайка. Зустрічається в сирих вапнякових лісів з висотного діапазону від 350 до 870 м. Ці ліси часто дуже щільні й там часто зустрічаються високодеревні види: Terminalia latifolia, Cedrela odorata, Calophyllum jacquinii, Pithecellobium alexandri.

## Використання
У 19 столітті було сказано, що вид росте в «лісі на гірських хребтах» і є «одним з найблагородніших дерев на острові.» Історично склалося так, що, ймовірно, вид використовувався для відновлення кораблів; деякі вирубки лісу тривають. Загрозами є незаконна рубка, видобуток бокситів через відкриті гірські роботи; інші загрози тут включають перетворення лісу для сільського господарства, лісових плантацій, сільських поселень.

## Загрози та охорона
Вид зустрічається в деяких лісових заповідниках, де рубки обмежені, проте, виконання законів і моніторинг проблематичні.